# Liste der Monuments historiques in Bliesbruck
Die Liste der Monuments historiques in Bliesbruck führt die Monuments historiques in der französischen Gemeinde Bliesbruck auf.

## Liste der Bauwerke
| Bezeichnung                           | Beschreibung         | Standort                  | Kennzeichnung | Schutzstatus   | Datum     | Bild           |
| ------------------------------------- | -------------------- | ------------------------- | ------------- | -------------- | --------- | -------------- |
| Archäologischer Stätte von Bliesbruck | gallorömischer Vicus | nördlich des Ortes (Lage) | PA00106738    | Classé Inscrit | 1986 1995 | weitere Bilder |